# فليمنغ مانت ساندويث
فليمنغ مانت ساندويث (بالإنجليزية: Fleming Mant Sandwith)‏ ـ (13 أكتوبر 1853 ـ 17 فبراير 1918) هو طبيب بريطاني، عمل مديرًا لوزارة الصحة العمومية المصرية، ثم أستاذًا للأمراض الباطنة بمدرسة طب قصر العيني بالقاهرة. كان ضابطًا طبيبًا بالجيش البريطاني برتبة كولونيل مؤقتة، وساهم في علاج جنود الجيش الإنجليزي في مصر أثناء الحرب العالمية الأولى من الزحار (الدوسنتاريا) وغيرها من أمراض المناطق الحارة، وكان يتقن العربية والفرنسية.

## حياته
ولد فليمنغ مانت ساندويث في بلغاوم بولاية ماهاراشترا الهندية سنة 1853، وكان الابن الثاني لوالده الذي كان ضابطًا بالجيش البريطاني. تعلم الطب في مستشفى سانت توماس بلندن، وحصل على شهادة عضوية كلية الأطباء الملكية بلندن سنة 1876، ثم إجازة الكلية ذاتها في العام التالي. وفي سنة 1893 حصل على درجة الدكتوراه في الطب، ثم صار زميلًا لكلية الأطباء الملكية سنة 1900.
شارك ساندويث بالعمل الطبي في عدة حروب، من بينها الحرب العثمانية الصربية سنة 1876، التي ساهم فيها كجرّاح إسعاف، والحرب الروسية العثمانية (1877 ـ 1878)، التي شهد أثناءها معارك ممر شيبكا، وكان ضمن هيئة أركان بيكر باشا أثناء انسحابه عبر جبال رودوبيز.

## عمله بمصر وجنوب أفريقيا
في سنة 1883 وصل ساندويث للمرة الأولى إلى مصر للبحث في وباء الكوليرا الذي انتشر في البلاد آنذاك، ولم يلبث أن عُين نائبًا لمدير وزارة الصحة العمومية حتى سنة 1885، ثم طبيبًا استشاريًا بمدرسة طب قصر العيني وفي سنة 1890 عُين رئيسًا لقسم الأمراض الباطنة بمدرسة الطب، ثم انتقل إلى جنوب أفريقيا، حيث عمل بأحد مستشفيات الجيش البريطاني في بريتوريا سنة 1900، وهناك أسهم كطبيب في حرب البوير الثانية.

## عمله بإنجلترا
بعد استقرار ساندويث في لندن، ظل على اهتمامه بأمراض المناطق الحارة، وعمل محاضرًا في هذا العلم بمستشفى سانت توماس، كما كان محاضرًا بمدرسة لندن لأمراض المناطق الحارة، إلى جانب عمله طبيبًا بمستشفى ألبرت دوك. شغل كرسي غريشام للطب في لندن وكان عضوًا بالعديد من الجمعيات الطبية في بريطانيا وخارجها، من بينها الرابطة الطبية البريطانية، التي انتُخب عضوًا بها سنة 1904، كما كان رئيسًا لقسم طب المناطق الحارة أثناء الاجتماع السنوي للرابطة الطبية البريطانية الذي عُقد بلندن سنة 1910.

## من مؤلفاته
- الأمراض الباطنة في مصر (بالإنجليزية: Medical Diseases of Egypt)‏: وهو مجموعة من المحاضرات.[1]
- دليل مصر كمنتجع شتوي (بالإنجليزية: Handbook on Egypt as a Winter Resort)‏
- عدد كبير من الأوراق البحثية في علاج أمراض المناطق الحارة والوقاية منها.

## وفاته
في أكتوبر 1917 أصيب ساندويث بارتفاع شديد في ضغط الدم، أصابه بسكتة دماغية وشلل نصفي، فنُقل إلى إنجلترا، ولم يلبث أن توفي في بورنموث أثناء نومه في 17 فبراير 1918.